# Aguanga
Aguanga es un área no incorporada ubicada en el condado de Riverside en el estado estadounidense de California. En el año 2000 tenía una población de 2.309 habitantes. La localidad se encuentra entre la intersección con la Ruta Estatal de California 79 y la Ruta Estatal de California 371.

## Geografía
Aguanga se encuentra ubicado en las coordenadas 33°26′34″N 116°51′51″O / 33.44278, -116.86417.